# Friedrich Reigers
Friedrich Wilhelm Leopold Reigers, auch Reygers (* 2. Februar 1818 in Bocholt; † 1. März 1906 ebenda), war ein deutscher Jurist, Richter und Abgeordneter in der Preußischen Nationalversammlung sowie Lokal- und Regionalhistoriker für den Raum Bocholt und das Westmünsterland.

## Leben
Reigers wurde als ältestes von neun Kindern des Kanzleirats Johann Baptist Anton Reigers (1787–1869) und dessen Ehefrau Elisabeth Charlotte, geborene von Donop, in Bocholt geboren. Er besuchte das Königlich Preußische Gymnasium in Coesfeld und studierte von 1836 bis 1839 Rechtswissenschaften in Bonn und Heidelberg, wo er 1846 die letzte juristische Prüfung ablegte. Anschließend beschritt er eine Richterlaufbahn in der Justiz Preußens, die ihn zunächst bis 1851 an Gerichte in Vreden und Stralsund führte. Als er Oberlandesgerichts-Assessor in Vreden war und sich 1848 die Märzrevolution ereignete, kandidierte er für den Wahlkreis Ahaus und wurde Mitglied der Preußischen Nationalversammlung. Am 15. Februar 1855 heiratete er in Brilon Therese Carpe, die 1856 die Tochter Maria gebar, welche im gleichen Jahr verstarb. Viele Jahre war er als Kreisgerichtsrat in Borken tätig, wo er sich 1875 pensionieren ließ.
In seine Vaterstadt Bocholt zurückgekehrt, wandte er sich der Geschichte von Stadt und Region Bocholt zu, die er vor allem durch Studium von Unterlagen des städtischen Archivs erforschte.

## Schriften (Auswahl)
- 1885: Geschichtlichen Nachrichten über die Kirche Unserer Lieben Frau und das Minoritenkloster zu Bocholt. Regensberg, Münster (Digitalisat)
- 1887: Der Bocholt-Werther Parochialstreit und der „schmale Zoll“ in Bocholt nebst einigen Vorbemerkungen über die Herrschaft Werth. Regensberg, Münster (Digitalisat)
- 1891: Beiträge zur Geschichte der Stadt Bocholt und ihrer Nachbarschaft. Temming, Bocholt (Digitalisat)
- 1907 (posthum): Die Stadt Bocholt während des neunzehnten Jahrhunderts. Temming, Bocholt (Digitalisat)